# Amphiprion sandaracinos
Amphiprion sandaracinos Allen, 1972 è un pesce d'acqua salata appartenente alla famiglia Pomacentridae.

## Distribuzione e habitat
Questa specie è diffusa lungo le barriere coralline delle Filippine, di Nuova Guinea e delle Isole Salomone. Nuota in zone ricche di coralli fino a 20 m di profondità.

## Descrizione
Il colore di fondo della livrea è arancione brillante con una stria bianca lungo tutto il dorso a partire dal labbro superiore fino alla base della coda. 

Raggiunge una lunghezza massima di 14 cm.

## Biologia
Vive in simbiosi mutualistica con gli anemoni marini, in particolare con Stoichactis gigantea, Stoichactis mertensil e Heteractis crispa.

### Alimentazione
Si nutre di alghe e piccoli invertebrati.

### Riproduzione
È oviparo e la fecondazione è esterna; il maschio rimane a proteggere le uova dopo la deposizione. È ermafrodita proterandrico.

## Conservazione
Questa specie viene classificata come "a rischio minimo" (LC) perché la sua popolazione non è in calo, nonostante la pesca per l'allevamento in acquario.